# Rock 'n' roll (I gave you the best years of my life)
Rock and roll ( I gave you the best years of my life) is een lied geschreven door de Australiër Kevin Johnson. Hij had er een kleine hit mee in het Verenigd Koninkrijk met 6 weken notering in de hitparade met een 23e plaats als hoogste notering. Het verhaal gaat over een persoon, die zichzelf hoog inschat als artiest. Als het serieus wordt, blijkt hij onvoldoende talent te hebben. Gedurende zijn zoektocht naar succes, verliest hij de vrouw, voor wie hij het allemaal deed. Kevin Johnson had er pas in Engeland succes mee, toen het nummer al door The Cats de Nederlandse en Belgische hitparades in was gezongen.

## Covers
Van het nummer verschenen verschillende covers. Naast The Cats hadden bijvoorbeeld Mac Davis en Terry Jacks hits met dit nummer. Verder bracht John Leyton het nummer in 1974 uit op een single.
Verder verschenen versies op muziekalbums, zoals van The Free Spirits (Rock '75, 1975), de Noorse zanger Stein (Today's hits, vol. 2, 1975) en de Nederlandse zanger Albert West (Memory of life, 1977). Ook verschenen er vertalingen van het nummer, zoals in het Frans (Joe Dassin, 1973), Duits (Bernd Clüver, 1975, Howard Carpendale, 1977, en Damals van Hannes Wader, 1985), Fins (Rock n roll sen teit van Kai Hyttinen, 1975) en Deens (Peter Belli, 1975).
Hieronder volgt een overzicht van de hitnoteringen met dit nummer
| Jaar | Artiest       | Nederland | Vlaanderen | Australië | Verenigd Koninkrijk | Verenigde Staten | Canada |
| ---- | ------------- | --------- | ---------- | --------- | ------------------- | ---------------- | ------ |
| 1973 | The Cats      | 3         | 15         |           |                     |                  |        |
| 1973 | Kevin Johnson |           |            | 4         | 23                  |                  |        |
| 1974 | Mac Davis     |           |            |           |                     | 40               | 15     |
| 1975 | Terry Jacks   |           |            |           |                     | 97               | 22     |

## The Cats
Frank Jansen, van 1970 tot 1976 programmaleider bij EMI Bovema, was geabonneerd op alle hits uit de Billboard Hot 100 Country en de Hot 100. Hierdoor kreeg hij wekelijks de nieuwste singles uit deze lijsten opgestuurd. Hier zat ook het nummer Rock 'n' roll bij, waarvan hij meteen dacht: dit is er een voor The Cats. Toen hij het de bandleden liet horen, waren die er ook meteen enthousiast over.
The Cats brachten deze cover uit in 1973, tussen twee muziekalbums in. Het bereikte aan het begin van 1974 zijn topnotering, toen The Cats in Californië waren voor de opname van hun eerste Amerikaanse album Love in your eyes (1974). Hierdoor is het niet op dat album, noch op het voorgaande Home (1973) te horen. Rock 'n' roll was ook een Alarmschijf in 1974; ook zijn voorganger en opvolger zijn Alarmschijf geweest.
Op de B-kant van de single staat het nummer Come on girl dat werd geschreven door Piet Veerman. In 1974 verscheen het nummer Come on girl nog eens op de A-kant van de single Come Sunday, toen de single werd geproduceerd door de Amerikaan Al Capps.
Het nummer is een van de favorieten van Piet Veerman. In de documentaire The story of... speelde hij de passage "And I told my mom, her only son was, gonna be a star" uit het nummer. Zelf enig kind, zit hier een gelijkenis met zijn eigen leven.
Ook voor Johnson was alleen een deel, namelijk het begin van het lied, autobiografisch, met bijvoorbeeld de tekstregel "I bought all The Beatles records, sounded just like Paul". "Paul" (McCartney) imiteerde hij toen hij in zijn eerste bandje Candyman speelde. Het eind van het nummer is gebaseerd op levens van mensen die Johnson heeft gekend.

### Hitnoteringen
Van de single werden in Nederland 110.000 exemplaren verkocht.
Nederlandse Top 40
| Hitnotering: 12-01-1974 t/m 02-03-1974 | Hitnotering: 12-01-1974 t/m 02-03-1974 | Hitnotering: 12-01-1974 t/m 02-03-1974 | Hitnotering: 12-01-1974 t/m 02-03-1974 | Hitnotering: 12-01-1974 t/m 02-03-1974 | Hitnotering: 12-01-1974 t/m 02-03-1974 | Hitnotering: 12-01-1974 t/m 02-03-1974 | Hitnotering: 12-01-1974 t/m 02-03-1974 | Hitnotering: 12-01-1974 t/m 02-03-1974 | Hitnotering: 12-01-1974 t/m 02-03-1974 |
| Week:                                  | 1                                      | 2                                      | 3                                      | 4                                      | 5                                      | 6                                      | 7                                      | 8                                      |                                        |
| -------------------------------------- | -------------------------------------- | -------------------------------------- | -------------------------------------- | -------------------------------------- | -------------------------------------- | -------------------------------------- | -------------------------------------- | -------------------------------------- | -------------------------------------- |
| Positie:                               | 16                                     | 4                                      | 3                                      | 3                                      | 8                                      | 16                                     | 27                                     | 39                                     | uit                                    |

Nederlandse Single Top 100
| Hitnotering: 05-01-1974 t/m 16-02-1974 | Hitnotering: 05-01-1974 t/m 16-02-1974 | Hitnotering: 05-01-1974 t/m 16-02-1974 | Hitnotering: 05-01-1974 t/m 16-02-1974 | Hitnotering: 05-01-1974 t/m 16-02-1974 | Hitnotering: 05-01-1974 t/m 16-02-1974 | Hitnotering: 05-01-1974 t/m 16-02-1974 | Hitnotering: 05-01-1974 t/m 16-02-1974 | Hitnotering: 05-01-1974 t/m 16-02-1974 |
| Week:                                  | 1                                      | 2                                      | 3                                      | 4                                      | 5                                      | 6                                      | 7                                      |                                        |
| -------------------------------------- | -------------------------------------- | -------------------------------------- | -------------------------------------- | -------------------------------------- | -------------------------------------- | -------------------------------------- | -------------------------------------- | -------------------------------------- |
| Positie:                               | 27                                     | 16                                     | 5                                      | 3                                      | 3                                      | 8                                      | 18                                     | uit                                    |

Vlaamse Radio 2 Top 30
| Hitnotering: 02-02-1974 t/m 23-02-1974 | Hitnotering: 02-02-1974 t/m 23-02-1974 | Hitnotering: 02-02-1974 t/m 23-02-1974 | Hitnotering: 02-02-1974 t/m 23-02-1974 | Hitnotering: 02-02-1974 t/m 23-02-1974 | Hitnotering: 02-02-1974 t/m 23-02-1974 |
| Week:                                  | 1                                      | 2                                      | 3                                      | 4                                      |                                        |
| -------------------------------------- | -------------------------------------- | -------------------------------------- | -------------------------------------- | -------------------------------------- | -------------------------------------- |
| Positie:                               | 25                                     | 15                                     | 16                                     | 26                                     | uit                                    |

### NPO Radio 2 Top 2000
| Nummer met noteringen in de NPO Radio 2 Top 2000 | '00  | '01  | '02  | '03  | '04 | '05 | '06 | '07 | '08 | '09 | '10 | '11  | '12  | '13  | '14  |
| ------------------------------------------------ | ---- | ---- | ---- | ---- | --- | --- | --- | --- | --- | --- | --- | ---- | ---- | ---- | ---- |
| Rock 'n' Roll                                    | 1116 | 1159 | 1232 | 1253 | 882 | 745 | 743 | 677 | 770 | 882 | 886 | 1108 | 1558 | 1658 | 1721 |

1. ↑  Een vetgedrukt getal geeft de hoogste notering aan.
2. ↑  2000 was het eerste jaar met een notering voor dit nummer.
3. ↑  Deze tabel is bijgewerkt tot en met de laatste editie (2024).

### Evergreen Top 1000
| Evergreen Top 1000 "Rock 'N Roll (I Gave You The Best Years Of My Life)" | Evergreen Top 1000 "Rock 'N Roll (I Gave You The Best Years Of My Life)" | Evergreen Top 1000 "Rock 'N Roll (I Gave You The Best Years Of My Life)" | Evergreen Top 1000 "Rock 'N Roll (I Gave You The Best Years Of My Life)" | Evergreen Top 1000 "Rock 'N Roll (I Gave You The Best Years Of My Life)" | Evergreen Top 1000 "Rock 'N Roll (I Gave You The Best Years Of My Life)" | Evergreen Top 1000 "Rock 'N Roll (I Gave You The Best Years Of My Life)" | Evergreen Top 1000 "Rock 'N Roll (I Gave You The Best Years Of My Life)" | Evergreen Top 1000 "Rock 'N Roll (I Gave You The Best Years Of My Life)" | Evergreen Top 1000 "Rock 'N Roll (I Gave You The Best Years Of My Life)" | Evergreen Top 1000 "Rock 'N Roll (I Gave You The Best Years Of My Life)" | Evergreen Top 1000 "Rock 'N Roll (I Gave You The Best Years Of My Life)" | Evergreen Top 1000 "Rock 'N Roll (I Gave You The Best Years Of My Life)" | Evergreen Top 1000 "Rock 'N Roll (I Gave You The Best Years Of My Life)" | Evergreen Top 1000 "Rock 'N Roll (I Gave You The Best Years Of My Life)" | Evergreen Top 1000 "Rock 'N Roll (I Gave You The Best Years Of My Life)" | Evergreen Top 1000 "Rock 'N Roll (I Gave You The Best Years Of My Life)" |
| Jaar                                                                     | 2008                                                                     | 2009                                                                     | 2010                                                                     | 2011                                                                     | 2012                                                                     | 2013                                                                     | 2014                                                                     | 2015                                                                     | 2016                                                                     | 2017                                                                     | 2018                                                                     | 2019                                                                     | 2020                                                                     | 2021                                                                     | 2022                                                                     | 2023                                                                     |
| ------------------------------------------------------------------------ | ------------------------------------------------------------------------ | ------------------------------------------------------------------------ | ------------------------------------------------------------------------ | ------------------------------------------------------------------------ | ------------------------------------------------------------------------ | ------------------------------------------------------------------------ | ------------------------------------------------------------------------ | ------------------------------------------------------------------------ | ------------------------------------------------------------------------ | ------------------------------------------------------------------------ | ------------------------------------------------------------------------ | ------------------------------------------------------------------------ | ------------------------------------------------------------------------ | ------------------------------------------------------------------------ | ------------------------------------------------------------------------ | ------------------------------------------------------------------------ |
| Positie                                                                  | -                                                                        | -                                                                        | -                                                                        | -                                                                        | 674                                                                      | 171                                                                      | 198                                                                      | 100                                                                      | 349                                                                      | 205                                                                      | 77                                                                       | 75                                                                       | 99                                                                       | 113                                                                      | 91                                                                       | 50                                                                       |